# فهرست هتل‌های شیراز

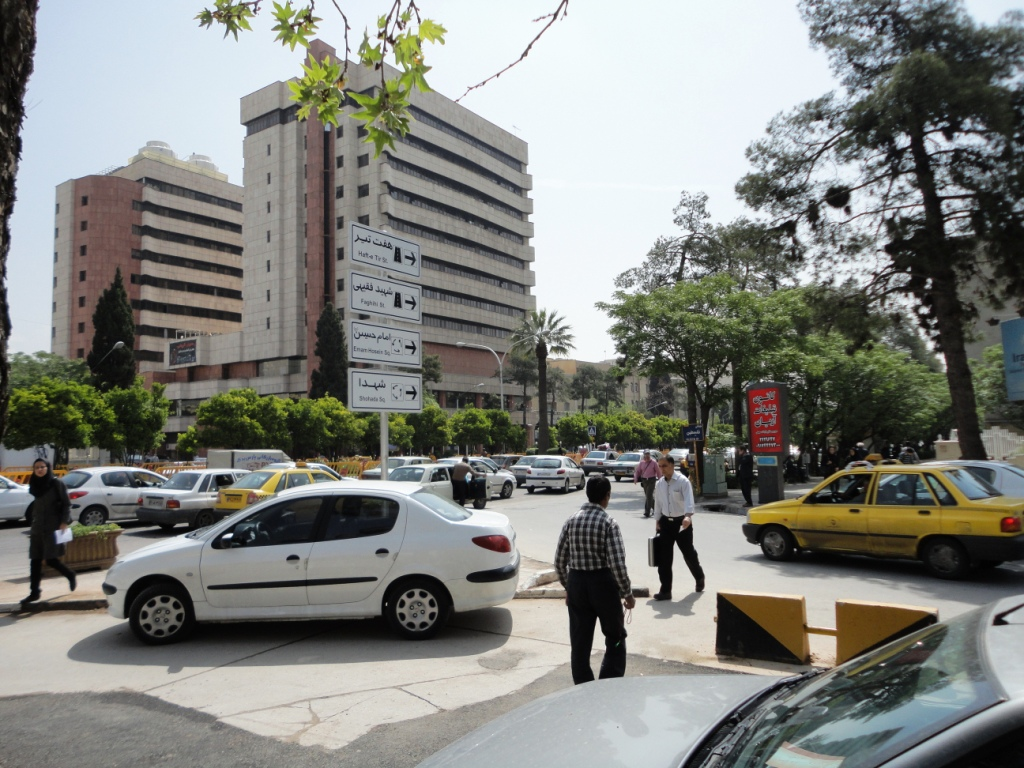
هتل پارس

| نام هتل                | درجه | گروه | نام هتل               | درجه | گروه |
| ---------------------- | ---- | ---- | --------------------- | ---- | ---- |
| هتل آپارتمان تچر شیراز |      | A    | هتل پرسپولیس شیراز    |      | A    |
| هتل هما                |      | A    | هتل پارس              |      | T    |
| هتل بزرگ شیراز         |      | A    | هتل الیزه             |      | A    |
| هتل سنتی نیایش شیراز   |      | A    | هتل بزرگ چمران        |      | A    |
| هتل بزرگ رز            |      | A    | هتل پارک              |      | C    |
| هتل آپادانا            |      | T    | هتل پارسیان           |      | T    |
| هتل آریو برزن          |      | T    | هتل پارسه             |      | T    |
| هتل پیران              |      | T    | هتل تخت جمشید         |      | C    |
| هتل ارگ                |      | T    | هتل اطلس              |      | T    |
| هتل ارم                |      | T    | هتل تالار             |      | T    |
| هتل رودکی              |      | T    | هتل جهانگردی شیراز    |      | T    |
| هتل مهدی               |      | T    | هتل کوثر              |      | T    |
| هتل دنا                |      | T    | هتل صدرا              |      | A    |
| هتل قانع               |      | B    | هتل ساسان شیراز       |      | B    |
| هتل پارک سورمق         |      | B    | هتل سینا              |      | B    |
| هتل حافظ               |      | T    | هتل آناهیتا           |      | T    |
| هتل خانه               |      | T    | هتل شایان             |      | A    |
| هتل آپارتمان جام جم    |      | T    | هتل آپارتمان هدیش     |      | C    |
| هتل آپارتمان سریر      |      | A    | هتل آپارتمان خانه سبز |      | A    |

## فهرست هتل‌های شیراز
- هتل هما شیراز / شیراز، خیابان مشکین‌فام، جنب پارک آزادی، هتل هما شیراز/در سال ۱۳۵۰ ساخته و در سال ۱۳۹۳ بازسازی شده‌است. /قبل از انقلاب نام کوروش[۱]
- هتل چمران شیراز/شیراز، بلوار چمران، هتل چمران شیراز/ در فروردین ماه سال ۱۳۸۹ افتتاح گردید/ ۳۰ طبقه و ۱۱۰ متر[۱]
- هتل سنتی نیایش /شیراز ،سه راه نمازی ،به سمت شاه چراغ ،کوچه کلانتری عباسیه یا کوچه 4 ، رو به روی امام زاده بی بی دختران ، هتل سنتی نیایش .

- هتل زندیه شیراز / شیراز، خیابان هجرت، هتل زندیه/در سال ۱۳۹۴
- هتل بزرگ شیراز/ شیراز، دروازه قرآن، هتل بزرگ شیراز. / آبان ماه سال ۱۳۹۲ با زیربنایی بالغ بر ۴۰۰۰۰ متر /۱۵ طبقه
- هتل پارس شیراز / شیراز، بلوار زند، هتل پارس شیراز/ ۱۲ طبقه
- هتل الیزه شیراز /شیراز - معالی آباد - کوی پزشکان - پلاک ۲۰ - هتل الیزه شیراز/در سال ۹۳
- هتل پارسیان شیراز / شیراز - چهارراه زند - خیابان رودکی
- هتل ستارگان شیراز/ شیراز - بلوار آزادی - نبش خیابان ارم / ۱۲ طبقه /۴ ستاره
- هتل رویال شیراز/ شیراز، خیابان قرآن، بالاتر از میدان ابوالکلام/در سال ۹۳
- هتل ارگ شیراز / شیراز، خیابان تختی
- هتل پرسپولیس شیراز/اطلسی
- هتل کریم خان زند شیراز/ شیراز، خیابان رودکی
- هتل پارک سعدی شیراز /شیراز، چهارراه حافظیه، خیابان حافظ، روبروی باغ جهان‌نما
- هتل جام جم/رودکی
- هتل ساسان شیراز / شیراز - خیابان زند - خیابان انوری / ۲ ستاره / ۴ طبقه

در دست ساخت
- هتل برج خلیج فارس/ ۳۵ طبقه/۱۵۰ متر[۱]
- هتل آسمان شیراز/ بزرگ‌ترین هتل کشور از لحاظ تعداد اتاق در ۲۰ طبقه
- هتل شهرراز
- هتل دراک/ ۸ طبقه[۲]
- هتل شاهد / بولوار شاهد